# Agkistrocerus aurantiacus
Agkistrocerus aurantiacus är en tvåvingeart som först beskrevs av Luigi Bellardi 1859.  Agkistrocerus aurantiacus ingår i släktet Agkistrocerus och familjen bromsar. Inga underarter finns listade i Catalogue of Life.